# Албусјер
Албусјер (фр. Alboussière) насеље је и општина у источној Француској у региону Рона-Алпи, у департману Ардеш која припада префектури Турнон сир Рон.
По подацима из 2011. године у општини је живело 971 становника, а густина насељености је износила 52,8 становника/km². Општина се простире на површини од 18,39 km². Налази се на средњој надморској висини од 548 метара (максималној 774 m, а минималној 234 m).

## Демографија
| 1962. | 1968. | 1975. | 1982. | 1990. | 1999. | 2011. |
| ----- | ----- | ----- | ----- | ----- | ----- | ----- |
| 674   | 700   | 696   | 605   | 727   | 756   | 971   |

График промене броја становника у току последњих година